# باول أوشوجنسي
باول أوشوجنسي (بالإنجليزية: Paul O'Shaughnessy)‏ (3 أكتوبر 1981 في المملكة المتحدة - ) هو لاعب كرة قدم بريطاني في مركز الوسط. لعب مع نادي بوري ونادي رادكليف ‏.

## وصلات خارجية
- باول أوشوجنسي على موقع قاعدة بيانات كرة القدم.إي يو (الإنجليزية)
- باول أوشوجنسي على موقع Soccerbase.com (لاعب) (الإنجليزية)